# Dalechampia falcata
Dalechampia falcata là một loài thực vật có hoa trong họ Đại kích. Loài này được Gagnep. mô tả khoa học đầu tiên năm 1924 publ. 1925.